# Willem Paul de Roever (geoloog)
Willem Paul de Roever (Batavia, 7 maart 1917 - Amstelveen, 24 september 2000) was een Nederlands petroloog en structureel geoloog. Hij deed onderzoek naar metamorfe terreinen en de tijdspanne waarin tektonische fases bij gebergtevormingen plaatsvinden.

## Biografie
De Roever studeerde tussen 1934 en 1940 geologie aan de Universiteit van Amsterdam. Hij kreeg daar les van H.A. Brouwer, deed karteerwerk in de Betische Cordillera in Zuid-Spanje en promoveerde in 1940 op onderzoek naar de geologie van Timor (Nederlands-Indië). Tijdens de Tweede Wereldoorlog onderzocht hij in Amsterdam metamorfe gesteenten die eerder door Brouwer op Celebes en Kabaena verzameld waren. Hij concludeerde dat er verschillende fasen van metamorfose in deze gesteenten herkend konden worden. Na de oorlog vertrok De Roever naar Nederlands-Indië om in dienst van de Dienst van Mijnbouw te treden.
In 1950, na de Indonesische onafhankelijkheid, keerde De Roever terug naar Amsterdam, waar hij als lector les ging geven aan de Universiteit van Amsterdam. In 1955 werd hij hoogleraar petrologie, mineralogie en kristallografie aan de Universiteit Leiden, maar na twee jaar vertrok hij daar weer om dezelfde leerstoel in Amsterdam te bezetten, als opvolger van Brouwer. In de jaren 50 en 60 onderzocht hij onder andere de metamorfe gesteenten en terreinen in de Betische Cordillera. In 1975 ging hij met emeritaat.

## Werk
De Roevers onderzoek leidde tot een verbetering van het begrip hoe in metamorfe gesteenten tektonische fases en fasen van metamorfose te herkennen zijn en relatief gedateerd kunnen worden. De Roever maakte daarbij onderscheid tussen verschillende fasen van metamorfe groei van mineralen tijdens één tektonische fase (hij noemde dit "plurifaciële metamorfose") en verschillende fasen van metamorfose tijdens verschillende tektonische fasen (polymetamorfose). Door dit onderscheid te maken werd het mogelijk meer te zeggen over de tijdspanne waarin orogeneses plaatsvinden.
De Roever onderzocht ook de ontstaanswijze van blauwschisten en Alpinotype peridotieten. Hij was in 1957 (voor de opkomst van de theorie van platentektoniek) een van de eersten die inzag dat peridotieten afkomstig moeten zijn uit de aardmantel. Van blauwschisten ontdekte hij door experimenten, dat deze onder zeer grote druk gevormd worden, drukken die pas op 30 km diepte in de aardkorst heersen. Omdat subductie in de jaren '50 nog niet bekend was, dacht De Roever daarom dat de blauwschist-mineralen moesten zijn gegroeid als gevolg van grote differentiaalspanningen in het gesteente.
- Biografisch Portaal: 71880654
- Gemeinsame Normdatei: 116596481
- International Standard Name Identifier: 0000 0000 4216 6325
- Library of Congress Control Number: no98100281
- Nederlandse Thesaurus van Auteursnamen: 100748430
- Virtual International Authority File: 73476033
- WorldCat: E39PBJy8pwg8PxJkWfXP8DqxXd